# Seth Peters
Seth Peters (...) è un ex giocatore di football americano statunitense, che ha giocato come quarterback..
Dopo il ritiro ha iniziato a lavorare presso l'Unversità della Finlandia Orientale.

## Palmarès
- 1 Vaahteramalja (2020)